# 300 (liczba)
300 (trzysta) – liczba naturalna następująca po 299 i poprzedzająca 301.

## W matematyce
- 300 jest liczbą Harshada[1]
- 300 jest dwudziestą czwartą liczbą trójkątną[2]
- 300 jest sumą liczb bliźniaczych (149 + 151)[3]
- 300 jest sumą kolejnych dziesięciu liczb pierwszych (13 + 17 + 19 + 23 + 29 + 31 + 37 + 41 + 43 + 47)
- 300 jest palindromem liczbowym, czyli może być czytana w obu kierunkach, w pozycyjnym systemie liczbowym o bazie 7 (606), bazie 8 (454), bazie 9 (363) oraz bazie 13 (1A1)
- 300 należy do 24 trójek pitagorejskich (55, 300, 305), (84, 288, 300), (125, 300, 325), (160, 300, 340), (180, 240, 300), (225, 300, 375), (300, 315, 435), (300, 400, 500), (300, 455, 545), (300, 589, 661), (300, 720, 780), (300, 875, 925), (300, 1105, 1145), (300, 1232, 1268), (300, 1485, 1515), (300, 1863, 1887), (300, 2240, 2260), (300, 2491, 2509), (300, 3744, 3756), (300, 4495, 4505), (300, 5621, 5629), (300, 7497, 7503), (300, 11248, 11252), (300, 22499, 22501).

## W nauce
- galaktyka NGC 300
- planetoida (300) Geraldina
- kometa krótkookresowa 300P/Catalina

## W historii
- 300 tradycyjna liczba Spartiatów, którzy polegli podczas bitwy pod Termopilami (480 p.n.e.).

## W kalendarzu
300. dniem w roku jest 27 października (w latach przestępnych jest to 26 października). Zobacz też co wydarzyło się w roku 300, oraz w roku 300 p.n.e.

## W Biblii
Liczba wojowników, których Gedeon wysłał przeciwko Midianitom (Sdz 7,7–8).